# Salón de la Fama de las mujeres de Connecticut

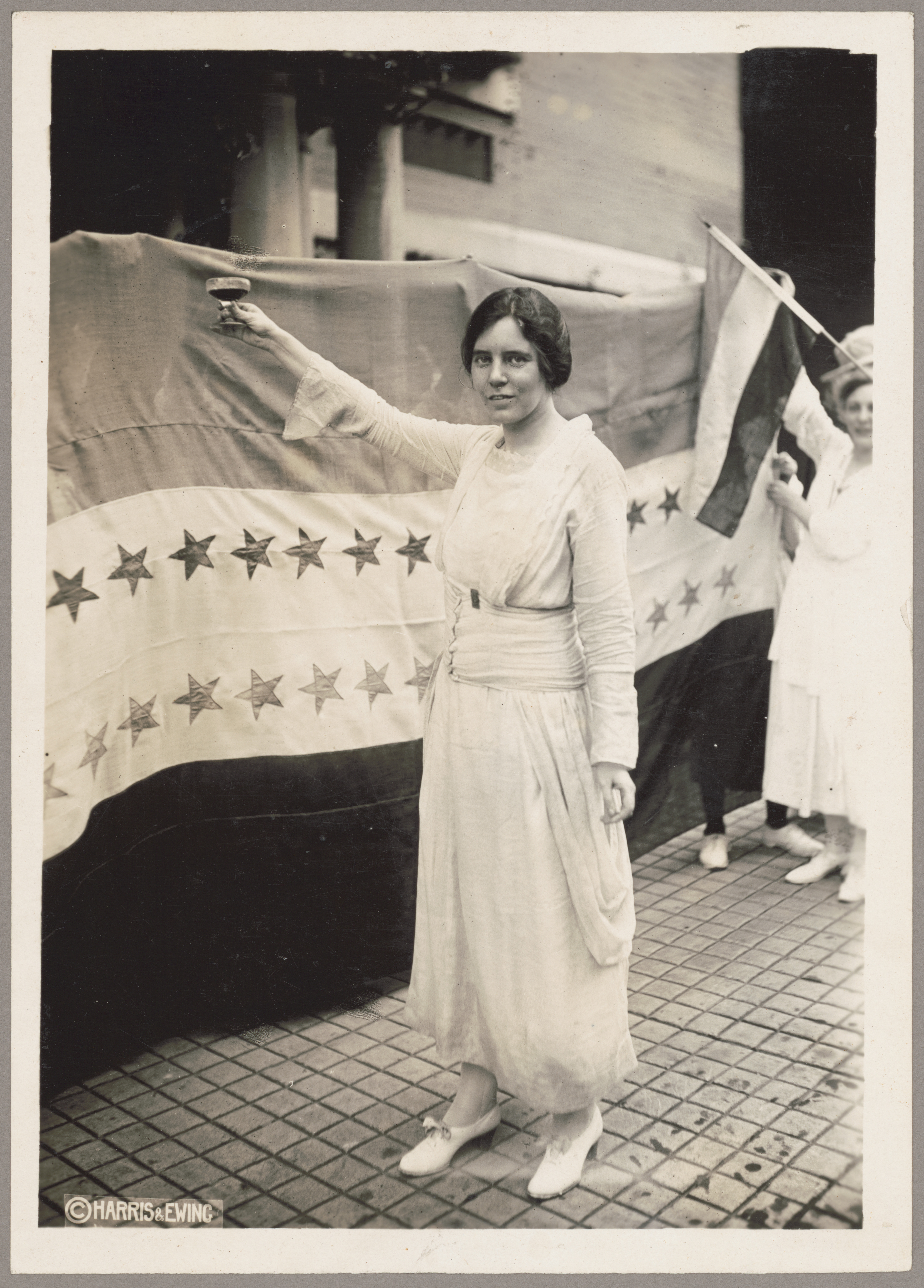
Alice Paul

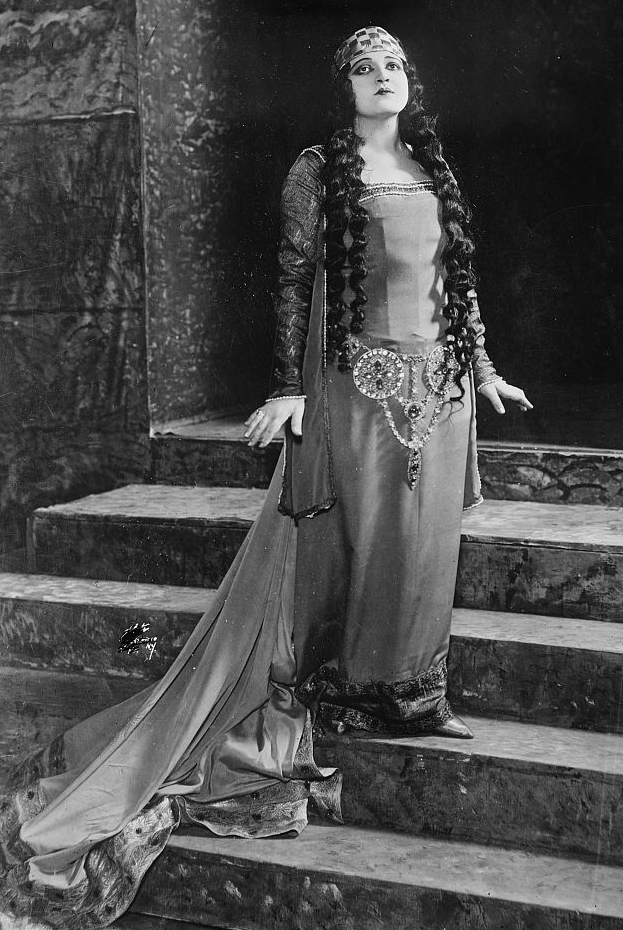
Rosa Ponselle

El Salón de la Fama de las Mujeres de Connecticut ( CWHF, por sus siglas en inglés ) reconoce a las mujeres nativas o residentes del estado de Connecticut de los Estados Unidos por sus éxitos significativos o contribuciones estatales. 

## Historia
El CWHF tuvo sus inicios en 1993 cuando un grupo de voluntarios se asoció con el Hartford College for Women para establecer una organización que honrara las contribuciones distinguidas de mujeres asociados con Connecticut. La primera lista de incluía a cuarenta y una mujeres notables de la historia y la cultura de Connecticut, muchas de las cuales rompieron barreras al convertirse en las primeras mujeres en establecerse en campos que previamente habían sido negados a su género.

## Primeras galardonadas

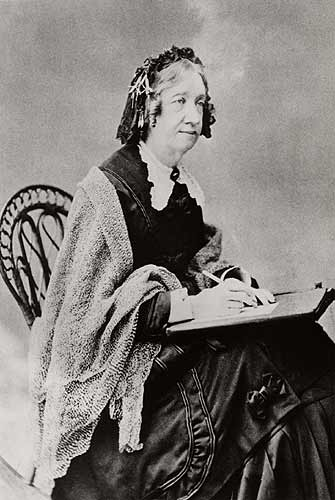
Catharine Beecher, una de las primeras seleccionadas para la primera lista del salón.

Alice Paul, quien tuvo un papel en la aprobación de la Decimonovena Enmienda a la Constitución de los Estados Unidos y luego escribió la primera versión de la Enmienda de Igualdad de Derechos propuesta, estaba en la lista de mujeres de 1994. También en esa primera lista se encontraban la actriz Katharine Hepburn y su madre Katharine Martha Houghton Hepburn, que fue una pionera en los derechos de la mujer y planeó los problemas de la paternidad. Tres de los Clan Beecher están en la primera lista: la fundadora del Seminario Femenino de Hartford, Catharine Beecher, la sufragista Isabella Beecher Hooker y la autora abolicionista Harriet Beecher Stowe. La Gobernadora Ella T. Grasso fue honrada en 1994, al igual que Estelle Griswold, cuyo hito, Griswold v. Connecticut ante la Corte Suprema de los Estados Unidos, resultó en el estatuto de control anticonceptivo de Connecticut declarado inconstitucional. 
En las siguientes dos décadas, la lista se ha duplicado. La artista Laura Wheeler Waring, que se hizo famosa al crear retratos de afroamericanos prominentes durante el Renacimiento de Harlem, se agregó en 1997. La artista abstracta Helen Frankenthaler se convirtió en parte de la lista en 2005. Las divas afroamericanas de ópera están en la lista, Marian Anderson en 1994 y Rosa Ponselle en 1998. La embajadora, política y dramaturga Clare Boothe Luce en la lista de 1994 se unió más tarde a la periodista negra libre del siglo XIX Maria W. Stewart en 2001 y a la corresponsal de guerra y activista de derechos humanos Jane Hamilton-Merritt en 1999. En 2008, la lista incluyó a la Ganadora del Premio Nobel de Medicina, genetista Barbara McClintock. El premio Pulitzer para no ficción, la ganadora Annie Dillard fue agregado a la lista en 1997.
El CWHF proporciona recursos educativos a través de dos exposiciones itinerantes, la Exhibición del Retrato,  y su We Fight For Roses, Too, un conjunto de veintidós paneles que muestran las historias de los escogidos.

## Galardonadas
| Año                               | Imagen | Nombre                     | Nacimiento–Muerte | Área de éxitos | Ref(s)  |
| --------------------------------- | ------ | -------------------------- | ----------------- | --- | ------- |
| 1994                              |        | Mary Jobe Akeley           | (1886–1966)       | Exploradora | [ 5 ]   |
| 1994                              |        | Anni Albers                | (1899–1994)       | Artista Textil | [ 6 ]   |
| 1994                              |        | Marian Anderson            | (1897–1993)       | Cantante de ópera que abrió el camino para los afroamericanos | [ 7 ]   |
| 1994                              |        | Beatrice Fox Auerbach      | (1887–1968)       | Filántropa, presidenta y directora de G. Fox & Co., de 1938 a 1959 puso su tienda a disposición del Connecticut College for Women como un programa de capacitación para la educación minorista. | [ 8 ]   |
| 1994                              |        | Emma Fielding Baker        | (1828–1916)       | La curandera Mohegan, historiadora tribal y documentalista | [ 9 ]   |
| 2000                              |        | Emily Dunning Barringer    | (1876–1961)       | Primera mujer cirujana de ambulancia y primera mujer residente de medicina en el Hospital Gouverneur de la ciudad de Nueva York | [ 10 ]  |
| Evelyn Longman Batchelder         |        | (1874–1954)                | 1994              | Escultora | [ 11 ]  |
| 2000                              |        | Adrianne Baughns-Wallace   | (1944)            | Presentadora de noticias | [ 12 ]  |
| 1994                              |        | Catharine Beecher          | (1800–1878)       | Proponente de educación para mujeres, fundó Hartford Female Seminary | [ 13 ]  |
| 2015                              |        | Margaret Bourke-White      | (1904–1971)       | Fotógrafa estadounidense documental | [ 14 ]  |
| 2008                              |        | Jewel Plummer Cobb         | (1924)            | Educadora, investigadora de cáncer | [ 15 ]  |
| 1994                              |        | Jody Cohen                 | (1954)            | Rabino | [ 16 ]  |
| 1997                              |        | Elizabeth Hart Jarvis Colt | (1826–1905)       | Donó su colección completa de arte y armas de fuego al Wadsworth Atheneum Museum, y proporcionó fondos para erigir un ala Colt Memorial del museo | [ 17 ]  |
| 2005                              |        | Martha Coolidge            | (b. 1946)         | Primera presidenta (2002) Directors Guild of America | [ 18 ]  |
| 1994                              |        | Prudence Crandall          | (1803–1890)       | Abolicionista que aceptó estudiantes negros en su academia femenina en Canterbury, Connecticut | [ 19 ]  |
| Katharine Seymour Day             |        | (1870–1964)                | 1994              | Preservacionista que rescató casas históricas | [ 20 ]  |
| Rosa DeLauro                      |        | (b. 1943)                  | 2013              | Representante de Estados Unidos | [ 21 ]  |
| Annie Dillard                     |        | (b. 1945)                  | 1997              | Premio Pulitzer para no ficción, Pilgrim con Pilgrim at Tinker Creek | [ 22 ]  |
| Beatrix Farrand                   |        | (1872–1959)                | 2014              | Arquitecto paisajista | [ 23 ]  |
| Helen M. Feeney                   |        | (1919–2004)                | 1995              | Canciller de la Arquidiócesis de Hartford | [ 24 ]  |
| Fidelia Hoscott Fielding          |        | (1827–1908)                | 1994              | Última hablante nativa del idioma Mohegan Pequot Pequot language | [ 25 ]  |
| Helen M. Frankenthaler            |        | (1928–2011)                | 2005              | Artista expresionista abstracta | [ 26 ]  |
| Barbara Franklin                  |        | (b. 1940)                  | 2013              | Presidenta y CEO de Barbara Franklin Enterprises, 29th US Secretary of Commerce | [ 27 ]  |
| Martha Minerva Franklin           |        | (1870–1968)                | 2009              | Referente para enfermeras negras | [ 28 ]  |
| Edythe J. Gaines                  |        | (1922–2006)                | 1996              | Superintendente de escuelas (primera mujer y primera afroamericana) Hartford , directora Hartford National Corp | [ 29 ]  |
| Anne Garrels                      |        | (b. 1951)                  | 2012              | Corresponsal en el extranjero de National Public Radio | [ 30 ]  |
| Charlotte Perkins Gilman          |        | (1860–1935)                | 1994              | Socióloga y autora | [ 31 ]  |
| Patricia Goldman-Rakic            |        | (1937–2003)                | 2008              | Facultad de Medicina de la Universidad de Yale , pionera en la investigación de la memoria de trabajo | [ 32 ]  |
| Dorothy Goodwin                   |        | (1914–2007)                | 1994              | Representante estatal demócrata durante cinco períodos | [ 33 ]  |
| Ella Tambussi Grasso              |        | (1919–1981)                | 1994              | Gobernadora de Connecticut | [ 34 ]  |
| Estelle Griswold                  |        | (1900–1981)                | 1994              | Griswold v. Connecticut, la Corte Suprema de los Estados Unidos dictaminó que el estatuto anticonceptivo de Connecticut era inconstitucional | [ 35 ]  |
| Florence Griswold                 |        | (1850–1937)                | 2002              | Mecenas del arte impresionista estadounidense, Museo de Florencia Griswold, la antigua Colonia de arte de Lyme tenía su sede en su casa | [ 36 ]  |
| Mary Hall                         |        | (1843–1927)                | 1994              | Después de pasar el examen de la Corte Superior de Connecticut, ganó un fallo de 1882 del Presidente del Tribunal Supremo de Justicia John Park de que las mujeres tenían derecho a igual protección bajo los estatutos de Connecticut y tenían derecho a ejercer la abogacía en el estado.                                              | [ 37 ]  |
| Dorothy Hamill                    |        | (b. 1956)                  | 2007              | Patinadora medallista de oro olímpico | [ 38 ]  |
| Alice Hamilton                    |        | (1869–1970)                | 1994              | Primera mujer nombrada por la facultad de la Universidad de Harvard | [ 39 ]  |
| Jane Hamilton-Merritt             |        | (b. 1947)                  | 1999              | Fotoperiodista, corresponsal de guerra, defensora de los derechos humanos, nominada para el Premio Nobel de la Paz | [ 40 ]  |
| Katharine Hepburn                 |        | (1907–2003)                | 1994              | Actriz | [ 41 ]  |
| Katharine Martha Houghton Hepburn |        | (1878–1951)                | 1994              | Derechos de la mujer y planificación de la paternidad | [ 42 ]  |
| Caroline Maria Hewins             |        | (1846–1926)                | 1995              | Servicios de biblioteca para niños | [ 43 ]  |
| Dotha Bushnell Hillyer            |        | (1843–1932)                | 2003              | Construyó el Centro Bushnell para las Artes Escénicas como un monumento a su padre | [ 44 ]  |
| Dorrit Hoffleit                   |        | (1907–2007)                | 1998              | Astrónoma que descubrió más de 1.000 estrellas variables, autora, Bright Star Catalog, The General Catalog of Trigonometric Stellar Parallaxes | [ 45 ]  |
| Isabella Beecher Hooker           |        | (1822–1907)                | 1994              | Fundadora de la Asociación de Sufragio de Mujeres de Connecticut | [ 46 ]  |
| Mary Goodrich Jenson              |        | (1907–2004)                | 2000              | Pionera de la aviación, reportera periodística | [ 47 ]  |
| Emeline Roberts Jones             |        | (1836–1916)                | 1994              | Dentista, considerado por algunos como la primera mujer dentista en América | [ 48 ]  |
| Joan Joyce                        |        | (b. 1940)                  | 2007              | Atleta multideportiva | [ 49 ]  |
| Helen Keller                      |        | (1880–1968)                | 2006              | Educadora, autora | [ 50 ]  |
| Isabelle M. Kelley                |        | (1917–1997)                | 2011              | Directora Programa de Cupones para Alimentos y autora principal del programa | [ 51 ]  |
| Barbara Kennelly                  |        | (b. 1936)                  | 1994              | Cámara de Representantes de los Estados Unidos | [ 52 ]  |
| Eileen Kraus                      |        | (b. 1938)                  | 2002              | Ejecutiva de negocios | [ 53 ]  |
| Madeleine L'Engle                 |        | (1918–2007)                | 1996              | Premio Newbery para literatura infantil | [ 54 ]  |
| Susanne Langer                    |        | (1895–1985)                | 1996              | Educadora, filósofa | [ 55 ]  |
| Jennifer Lawton                   |        |                            | 2014              | Pionera de la impresión en 3D | [ 56 ]  |
| Annie Leibovitz                   |        | (b. 1949)                  | 2012              | Fotógrafa de retrato | [ 57 ]  |
| Rebecca Lobo                      |        | (b. 1973)                  | 2016              | Analista de baloncesto de televisión estadounidense y exjugadora de baloncesto femenino en la Asociación Nacional de Baloncesto Femenina | [ 58 ]  |
| Donna Lopiano                     |        | (b. 1946)                  | 1995              | Atleta, defensora de la igualdad de género en los deportes | [ 59 ]  |
| Linda Lorimer                     |        |                            | 2013              | Vicepresidenta de la Universidad de Yale | [ 60 ]  |
| Clare Boothe Luce                 |        | (1903–1987)                | 1994              | Embajadora de los Estados Unidos en Brasil, Embajadora de los Estados Unidos en Italia, Cámara de Representantes de los Estados Unidos, Medalla de la Libertad Presidencial, dramaturga, novelista | [ 61 ]  |
| Carolyn M. Mazure                 |        | (b. 1949)                  | 2009              | Profesora de Psiquiatría y Psicología, y Decana Asociada de Asuntos de la Facultad de la Facultad de Medicina de Yale; creó la investigación de salud de la mujer en Yale | [ 62 ]  |
| Barbara McClintock                |        | (1902–1992)                | 2008              | Genetista y primera mujer que ganó el Premio Nobel de Medicina sin compartir | [ 63 ]  |
| Clarice "Dollie" McLean           |        | (b. 1936)                  | 2003              | Fundadora de The Artists Collective, un centro de capacitación para las artes escénicas | [ 64 ]  |
| Faith Middleton                   |        | (b. 1948)                  | 2012              | Presentadora del programa de entrevistas de la radio pública de Connecticut | [ 65 ]  |
| Carolyn Miles                     |        |                            | 2015              | Presidenta de Save the Children | [ 66 ]  |
| Rachel Taylor Milton              |        | (1901–1995)                | 1994              | Cofundadora de Urban League of Greater Harford | [ 67 ]  |
| Constance Baker Motley            |        | (1921–2005)                | 1998              | Afroamericana activista de los derechos civiles, abogada, jueza, senadora del Estado de Nueva York | [ 68 ]  |
| Anne M. Mulcahy                   |        | (b. 1952)                  | 2010              | Ex CEO de Xerox Corporation | [ 69 ]  |
| Denise Lynn Nappier               |        | (b. 1951)                  | 2011              | Primera mujer electa tesorera estatal en la historia de Connecticut, primera afroamericana electa tesorera estatal en la nación y primera afroamericana elegida para ocupar un cargo estatal en Connecticut | [ 70 ]  |
| Indra Nooyi                       |        | (b. 1955)                  | 2015              | CEO de PepsiCo | [ 71 ]  |
| Laura Nyro                        |        | (1947–1997)                | 2001              | Cantante, compositora | [ 72 ]  |
| Martha Parsons                    |        | (1869–1965)                | 2010              | Secretaria ejecutiva de Landers, Frary y Clark Co. | [ 73 ]  |
| Alice Paul                        |        | (1885–1977)                | 1994              | Sufragista, fundadora de la Fiesta Nacional de la Mujer | [ 74 ]  |
| Jane Pauley                       |        | (b. 1950)                  | 2016              | Presentadora y periodista de televisión estadounidense | [ 58 ]  |
| Ellen Ash Peters                  |        | (b. 1930)                  | 1994              | Primera mujer Presidenta del Tribunal Supremo de Connecticut | [ 75 ]  |
| Ann Petry                         |        | (1908–1997)                | 1994              | Autora | [ 76 ]  |
| Rosa Ponselle                     |        | (1897–1981)                | 1998              | Cantante de ópera, honrada con la edición de un sello postal de los Estados Unidos | [ 77 ]  |
| Sarah Porter                      |        | (1813–1900)                | 1994              | Fundadora Miss Porter's School, escuela preparatoria privada para niñas | [ 78 ]  |
| Theodate Pope Riddle              |        | (1867–1946)                | 1994              | Arquitecta | [ 79 ]  |
| Catherine Roraback                |        | (1920–2007)                | 2001              | Defensora de libertades civiles | [ 80 ]  |
| Edna Negron Rosario               |        | (b. 1955)                  | 1994              | Educadora | [ 81 ]  |
| Margo Rose                        |        | (1903–1997)                | 1997              | Teatrista de marionetas estadounidense | [ 82 ]  |
| Margaret Fogarty Rudkin           |        | (1898–1967)                | 1994              | Fundadora de Pepperidge Farm | [ 83 ]  |
| Rosalind Russell                  |        | (1906–1976)                | 2005              | Actriz | [ 84 ]  |
| Susan Saint James                 |        | (b. 1946)                  | 1994              | Actriz, filántropa | [ 85 ]  |
| Marian Salzman                    |        |                            | 2014              | Relaciones públicas | [ 86 ]  |
| Maria C. Sanchez                  |        | (1926–1989)                | 1995              | Primera mujer hispana elegida para la Asamblea General de Connecticut | [ 87 ]  |
| Mary Townsend Seymour             |        | (1873–1957)                | 2006              | Primera mujer afroamericana en presentarse para una oficina estatal | [ 88 ]  |
| Lydia Huntley Sigourney           |        | (1791–1865)                | 1994              | Poetisa | [ 89 ]  |
| Virginia Thrall Smith             |        | (1836–1903)                | 1994              | Defensora de los derechos de la mujer y los niños | [ 90 ]  |
| The Smiths of Glastonbury         |        |                            | 1994              | Hermanas Hannah, Hancy, Cynrinthia, Laurilla, Julia y Abby. Familia de sufragistas. Su hogar, Kimberly Mansion, figura en el NRHP de Glastonbury. | [ 91 ]  |
| Helen L. Smits                    |        | (b. 1937)                  | 2009              | Defensora por una atención médica de calidad | [ 92 ]  |
| Anne Stanback                     |        | (b. 1958)                  | 2006              | Fundadora de Love Makes a Family, defensora de la comunidad LGBT | [ 93 ]  |
| Hilda Crosby Standish             |        | (1902–2005)                | 1994              | La primera clínica de control de la natalidad de Connecticut | [ 94 ]  |
| Joan Steitz                       |        | (b. 1941)                  | 2008              | Profesora de Biología Molecular y Bioquímica de la Universidad de Yale | [ 95 ]  |
| Maria Miller Stewart              |        | (1803–1879)                | 2001              | Periodista negra libre, abolicionista, defensora de los derechos de la mujer | [ 96 ]  |
| Harriet Beecher Stowe             |        | (1811–1896)                | 1994              | Abolicionista, autora | [ 97 ]  |
| Gladys Tantaquidgeon              |        | (1899–2005)                | 1994              | Antropóloga Mohegan, autora, miembro del consejo | [ 98 ]  |
| Betty Tianti                      |        | (1929–1994)                | 1994              | Primera mujer presidenta de un estado AFL-CIO | [ 99 ]  |
| Augusta Lewis Troup               |        |                            | 2013              | Organizadora sindical, periodista y promotora del movimiento sufragista | [ 100 ] |
| Sophie Tucker                     |        | (1884–1966)                | 1999              | Cantante y actriz de vodevil | [ 101 ] |
| Antonina Uccello                  |        | (b. 1922)                  | 1999              | Elegida alcalde de Hartford en 1967, primera alcalde mujer en la ciudad y el estado | [ 102 ] |
| Glenna Collett Vare               |        | (1903–1989)                | 2007              | Campeona de golf | [ 103 ] |
| Lillian Vernon                    |        | (1927–2015)                | 1998              | Fundadora de la compañía Lillian Vernon | [ 104 ] |
| Florence Wald                     |        | (1916–2008)                | 1999              | Pionera en cuidados paliativos, Salón Nacional de la Fama de las Mujeres, Decano de la Escuela de Enfermería de Yale, Premio Leyenda Viviente de la Academia Estadounidense de Enfermería | [ 105 ] |
| Patricia M. Wald                  |        | (b. 1928)                  | 2011              | Jurista, presidenta de la Iniciativa de Justicia Penal del Open Society Institute, Secretaria de Justicia Auxiliar para Asuntos Legislativos del Departamento de Justicia de los Estados Unidos, primera mujer en formar parte del Tribunal Federal de Apelaciones. Para el Distrito de Columbia, ejerció posteriormente como Jueza Jefe | [ 106 ] |
| Laura Wheeler Waring              |        | (1887–1948)                | 1997              | Educadora y artista que creó retratos de afroamericanos prominentes durante el Renacimiento de Harlem | [ 107 ] |
| Hannah Bunce Watson               |        | (1750–1807)                | 1994              | Editora de periódicos cuya producción impresa apoyó la Guerra Revolucionaria Americana | [ 108 ] |
| Maggie Wilderotter                |        | (b. 1955)                  | 2010              | Presidenta y CEO de Frontier Communications | [ 109 ] |
| Miriam Therese Winter             |        | (b. 1938)                  | 2002              | Monja católica, compositora de música, autora | [ 110 ] |
| Chase Going Woodhouse             |        | (1890–1984)                | 1994              | Primera mujer Secretaria de Estado de Connecticut, Cámara de Representantes de los Estados Unidos | [ 111 ] |
| Mabel Osgood Wright               |        | (1859–1935)                | 1998              | Fundadora y primera presidenta de Connecticut Audubon Society; estableció el primer santuario de aves en los Estados Unidos en Fairfield, CT | [ 112 ] |
| Joyce Yerwood                     |        |                            | 2016              | Primera mujer médico afroamericana en el condado de Fairfield | [ 58 ]  |